# 8. бомбардерски пук
Осми бомбардерски пук био је сачињен од 68. и 69. бомбардерске групе стационираних на аеродрому Ровине код Нове Тополе у близини Бање Луке. Пук је био наоружан са 24 бомбардера Бристол Бленхајм.

## Борбена дејства 68. и 69. бомбардерске групе
68. и 69. бомбардерска група биле су сачињене од 215, 216, 217. и 218. бомбардерске ескадриле. 6. априла 1941. године обе бомбардерске групе извеле су напад на непријатељске војне објекте, аеродроме и саобраћајне чворове између Марибора и Беча. У склопу ових дејстава најбољи југословенски пилот-бомбардер Карл Мурко бомбардовао је железничку станицу у Грацу. Догађаји који су уследили нажалост нису толико познати, а реч је о контраудару пилота Југословенског Краљевског Ратног ваздухопловства на циљеве у Аустрији, Мађарској, Албанији...
Бомбардерима „Бристол Бленхајм МК-1 ” , који су пратили ловци „Хокер Харикен МК-1”, нападнута је железничка комуникација у Грацу. 
Сазнавши преко радија, јер су војне везе биле у прекиду, да је у зору 6. априла 1941. године Луфтвафе бомбардовала Београд, ваздухопловна команда Краљевине Југославије у Ровинама одлучила је да поступи по раније утврђеном ратном плану „Р-41“. 
Половином марта 1941. године, почеле су припреме за измештање авиона са аеродрома Боронгај код Загреба на помоћни аеродроме Ровине код Нове Тополе и Босански Александровац. Осми бомбардерски пук у Новој Тополи имао је у свом саставу 22 двомоторна бомбардера „Бристол Бленхајм МК-1”, по два двомоторна бомбардера „Капрони Ca.310”, те један југословенски школски, двокрилни, једномоторни, двоседи авион „Физир ФП 2”. Такође, Краљевско ратно ваздухопловство је у Новој Тополи поседовало и четири француска лака бомбардера и извиђача „Бреге 19”. 
Сутрадан 7. априла авиони Осмог бомбардерског пука су уз ловачку пратњу једног одељења Четвртог ловачког пука бомбардовали железничке комуникације у јужној Аустрији како би се успорила концентрација трупа немачке Друге армије. Ово је био једини пример заједничког дејства наше бомбардерске и ловачке авијације у Априлском рату.
Следећа мета дејстава Осмог бомбардерског пука били су непријатељски аеродроми код Печуја и Сегедина са којих су полетали немачки авиони који су нападали Београд. Због тога што је наредба за полетање каснила авиони су узлетели у по бела дана и без ловачке пратње. Немачки аеродроми имали су јаку ловачку заштиту која је оборила осам југословенских бомбардера уз сопствене губитке од три ловца. У овом нападу погинули су команданти 68. и 69. бомбардерске групе као и два командира ескадрила.
Преостале авионе Осмог бомбардерског пука запалиле су њихове посаде на земљи како не би пали непријатељу у руке.